# Муважинское (сельское поселение)
Муважинское — упразднённое муниципальное образование со статусом сельского поселения в составе Алнашского района Удмуртии.
Административный центр — деревня Муважи.
Образовано в 2004 году в результате реформы местного самоуправления.
Законом Удмуртской Республики от 23 апреля 2021 года № 27-РЗ к 9 мая 2021 года упразднено в связи с преобразованием муниципального района в муниципальный округ.

## Географические положение
Находится на юге района, граничит:
- на севере с Кузебаевским и Техникумовским сельскими поселениями
- на востоке и западе с Республикой Татарстан
- южная граница проходит по берегу Нижнекамского водохранилища

Общая площадь поселения — 4346 гектар, из них сельхозугодья — 3564 гектар.

## Население
| 2008 | 2010 | 2012 | 2013 | 2014 | 2015 |
| ---- | ---- | ---- | ---- | ---- | ---- |
| 961  | ↘728 | ↘686 | ↘664 | ↗665 | ↘653 |
| 2016 | 2017 | 2018 | 2019 | 2020 | 2021 |
| ↘645 | ↘623 | ↘615 | ↘594 | ↘581 | ↗722 |

## Населённые пункты
| Название                        | Статус населённого пункта | Население 2008 год | Почтовый индекс | ОКАТО          |
| ------------------------------- | ------------------------- | ------------------ | --------------- | -------------- |
| Муважи (административный центр) | деревня                   | 454                | 427887          | 94 202 865 001 |
| Благодать                       | деревня                   | 20                 | 427887          | 94 202 865 002 |
| Петропавловский                 | деревня                   | 7                  | 427887          | 94 202 865 003 |
| Чёрный Ключ                     | деревня                   | 203                | 427887          | 94 202 865 004 |
| Чумали                          | деревня                   | 277                | 427887          | 94 202 865 005 |